# 196481 VATT
196481 VATT este un asteroid din centura principală de asteroizi.

## Descriere
196481 VATT este un asteroid din centura principală de asteroizi. A fost descoperit pe 23 mai 2003 la Mont Graham de William H. Ryan și Carlos T. Martinez. Asteroidul prezintă o orbită caracterizată de o semiaxă mare de 2,42 ua, o excentricitate de 0,13 și o înclinație de 2,7° în raport cu ecliptica.